# Русен камък
Мегалитното светилище Русен камък се намира в едноименната местност в най-високата и скалиста част на крепостта Русокастро (при с.Русокастро, област Бургас).

## Описание и особености
Светилището се намира в най-високото място в рамките на крепостта Русокастро. На север от църквата Св. Георги се намира скален къс, на повърхността на който в една вдлъбнатина тече вода. Тази скала е надвесена на Русокастренската река, а под нея се намира пещерата – т.нар. „Русен камък“, в който според местната легенда някога е живял змей заедно с мома, която откраднал от село Русокастро и оттогава мястото е наречено „Русен камък“.

### Легендата за камъка
Змеят често посещавал селото, но не закачал хората. Веднъж престорен на човек, но с опашка и когато минавал край хорото той закачил с опашката една мома, която му казала: „Чичо, прибери си опашката“ и всички захванали да му се смеят. Разсърден змеят вдигнал голяма вихрушка и докато никой не можел да вижда той се спуснал и взел момата, която завел в дупката си. Когато момата родила дете, змеят отишъл до селото и довел майка ѝ да бабува на детето. Тя останала няколко дни в пещерата, без да знаят близките ѝ къде се намира тя. Змеят ѝ показал всички стаи от къщата си, а тя впоследствие разказвала за тях в селото. Когато детето праснало, змеят я завел една нощ отново у дома си. Дал ѝ престилка с въглища в отплата. Жената ги изхвърлила, смао един въглен останал заплетен в престилката ѝ, а когато се завърнала вкъщи, въгленът се изтърколил като алтън.

### Научна интерпретация
Според проф.Васил Марков, без съмнение древните култови практики на Русен камък са наследени от християнския култ на Св. Георги – светецът покровител на плодородието и змееборец едновременно. Тази семантична натовареност отговаря на древноезическия покровител на светеца – змеят покровител на землище. Подобни ситуации на култова приемственост, предадена от народните легенди и предания се наблюдава и при скалното светилище Гергьова скала край с. Старо Ляски (Община Гоце Делчев) и при мегалитното светилище Св. Гергьова скала край с.Бачево (Община Разлог).
Марков смята че при легендата за Русен камък е забележителен фактът, че змеят вика майката на момата да бабува – от фолклора са познати още предания, в които майката е магьосница и в тази връзка познава тайнството на раждането, което е било научено от змея. Съществуват и версии, в които майката на момата е „любена от змея“ и е предала змейската любов по наследство на дъщеря си – форма на т.нар. – „Свещен брак“ познат от орфическия мит за двата инцестни брака на змея Зевс с Деметра и Коре, от които се ражда Дионис-Загрей.